# ヤーセン・ペトロフ
ヤーセン・ペトロフ・ペトロフ（ブルガリア語：Ясен Петров Петров、1968年6月23日 - ）は、ブルガリア・プロヴディフ州プロヴディフ出身の元サッカー選手。サッカー指導者。元ブルガリア代表。現役時代のポジションはミッドフィールダー（MF）。

## 所属クラブ
プロ経歴
- 1988年 - 1991年  PFCボテフ・プロヴディフ
- 1991年  PFCピリン・ゴツェ・デルチェフ（英語版）
- 1991年 - 1992年  レフスキ・ソフィア
- 1992年 - 1994年  PFCボテフ・プロヴディフ
- 1994年 - 1997年  PFCロコモティフ・ソフィア
- 1997年  湖北武漢職業足球倶楽部
- 1998年  江蘇舜天足球倶楽部
- 1998年 - 1999年  PFCロコモティフ・ソフィア
- 1999年 - 2000年  アルキ・ラルナカFC（英語版）
- 2000年  PFCスラヴィア・ソフィア
- 2000年 - 2001年  SVメッペン
- 2001年  テニス・ボルシア・ベルリン
- 2001年  成都五牛足球倶楽部

## 指導歴
- 2002年 - 2004年  PFCロコモティフ・ソフィア
- 2004年 - 2006年  PFCボテフ・プロヴディフ
- 2006年 - 2007年  PFCチェルノ・モレ・ヴァルナ
- 2007年 - 2008年  PFCロコモティフ・プロヴディフ
- 2008年  PFCナフテクス・ブルガス（英語版）
- 2010年 - 2011年  レフスキ・ソフィア
- 2012年  レフスキ・ソフィア (暫定)
- 2012年 - 2013年  レフスキ・ソフィア (ユースアカデミーディレクター)
- 2013年  POFCボテフ・ヴラツァ
- 2013年 - 2016年 石家荘永昌駿豪足球倶楽部/石家荘永昌足球倶楽部
- 2017年  北京控股足球倶楽部
- 2017年  河南建業足球倶楽部
- 2018年 - 2019年  石家荘永昌足球倶楽部
- 2021年 -  ブルガリア代表

## タイトル

### 選手時代
レフスキ・ソフィア
- ブルガリア・カップ:1回（1992）

PFCロコモティフ・ソフィア
- ブルガリア・カップ:1回（1995）